# Tag des Radios

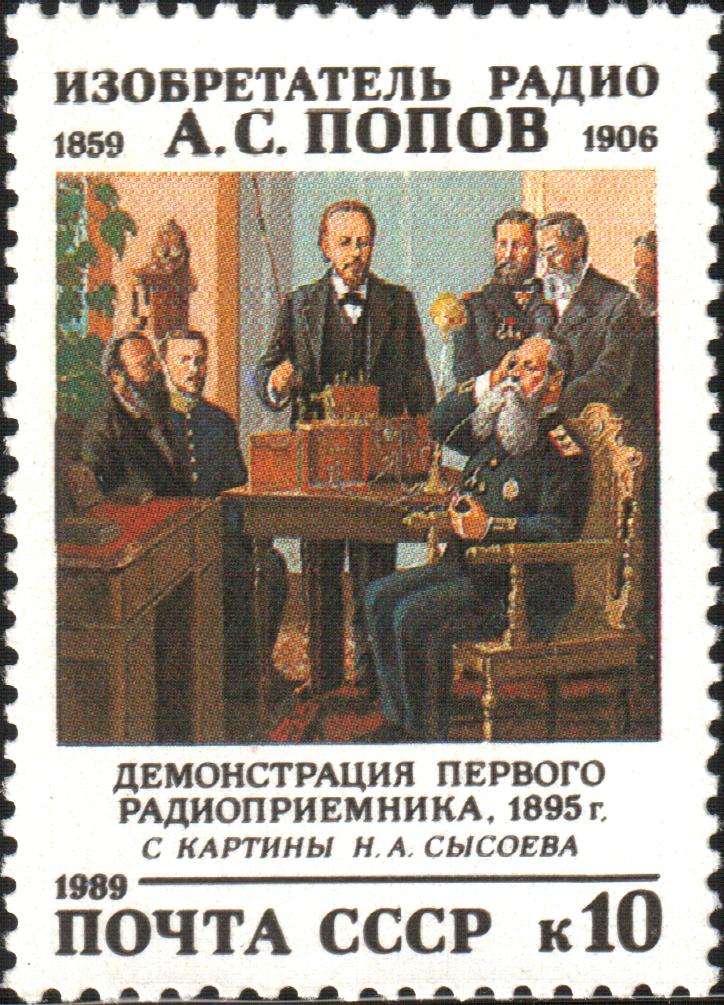
Briefmarke 1989 zu Ehren Popows

Der Tag des Radios (russisch День радио) ist ein ehemals sowjetischer und jetzt russischer Gedenktag.
Er wird seit 1945 jährlich jeweils am 7. Mai begangen und bezieht sich auf die erste erfolgreiche Vorführung der Detektion von Blitzentladung bei Gewittern am 25. Apriljul. / 7. Mai 1895greg. durch Alexander Popow bei der Russischen Akademie der Wissenschaften, mit damaligen Sitz in Sankt Petersburg. Der nach 1945 einsetzende Ost-West-Konflikt trug dazu bei, dass der bereits 31. Dezember 1905jul. / 13. Januar 1906greg. verstorbene russische Physiker Popow in der Sowjetunion, auch aus propagandistischen Motiven heraus, als Erfinder des Radios gilt und in dieser Rolle verehrt wird.